# Duckman
Duckman: Private Dick / Family Man was een Amerikaanse satirische animatieserie voor volwassenen, gemaakt door Everett Peck. Ze werd van 1994 tot 1997 uitgezonden. De serie bestaat uit 70 afleveringen die in de VS op het USA Network werden uitgezonden. In Nederland werd de serie uitgezonden door de VPRO.

## Inhoud
De serie volgt de avonturen van de privédetective Duckman. Hij woont met zijn gezin en schoonzus Bernice (een eeneiige tweeling zus van zijn overleden vrouw), waarvan later blijkt dat het eigenlijk om een eeneiige drieling gaat, met nog een zus, Beverly. Duckman is een complete verliezer die zowel thuis als op het werk geen respect vindt. Hij is een arrogante man die meer geïnteresseerd is in seks dan andere mensen. De serie was opmerkelijk vanwege haar zwarte humor en politiek-sociale satire. Tijdens het eerste seizoen werd er veel muziek van Frank Zappa als achtergrondmuziek gebruikt.

## Belangrijkste personages
- Eric Duckman : Een incompetente, egoïstische privédetective zonder ethiek die unaniem door zijn gezin gehaat wordt. Zijn stem werd ingesproken door Jason Alexander.
- Cornfed Pig: De zakenpartner en beste vriend van Duckman. Hij is op veel vlakken competenter, succesrijker en sympathieker dan Duckman. Corny haalt Duckman vaak uit de puree. Zijn stem werd ingesproken door Gregg Berger.
- Ajax: De oudste, oerdomme zoon van Duckman. Zijn stem werd ingesproken door Dweezil Zappa.
- Charles and Mambo: De zonen van Duckman. Ze zijn een Siamese tweeling en zeer hoogbegaafd. Hun stemmen werden in verschillende seizoenen achtereenvolgens ingesproken door Dana Hill, Pat Musick en E.G. Daily.
- Bernice: De chagrijnige schoonzus van Duckman. Haar stem werd ingesproken door Nancy Travis.
- Grandma-ma: De schoonmoeder van Duckman. Zit altijd bewegingsloos in haar stoel en laat vaak winden.
- King Chicken : De aartsvijand van Duckman. Zijn stem werd ingesproken door Tim Curry.
- Fluffy en Uranus : 2 teddybeertjes die de assistenten zijn van Duckman. Ze proberen hem voortdurend tot liefdadigheid en politiek correct gedrag aan te zetten, maar hij vermoordt hen elke aflevering, waarna ze in de volgende weer springlevend zijn. Hun stemmen werden ingesproken door Pat Musick.

## Gastrollen
- Amanda Plummer
- Andrea Martin
- Bebe Neuwirth
- Ben Stein
- Ben Stiller
- Bernie Mac
- Billie Hayes
- Bob Guccione
- Bobcat Goldthwait
- Brendan Fraser
- Bret Hart
- Brian Keith
- Burt Reynolds
- Carl Reiner
- Cathy Moriarty
- Charles Shaughnessy
- Chris Elliott
- Chuck McCann
- Coolio
- Courtney Thorne-Smith
- Dan Castellaneta (als Homer Simpson)
- Dana Delaney
- Dave Thomas
- David Duchovny
- Dee Bradley Baker
- Dom DeLuise
- Ed Asner
- Ed Begley jr.
- Eddie Deezen
- Edward Winter
- Elayne Boosler
- Eugene Levy
- Estelle Getty
- George Kennedy
- Gilbert Gottfried
- Heather Locklear
- Henry Gibson
- Howard Morris
- Ice-T
- Jack Carter
- James Avery
- James Brown
- James Doohan
- Janeane Garofalo
- Jason Alexander (als zichzelf)
- Jay Thomas
- Jeffrey Jones
- Jeffrey Tambor
- Jeremy Piven
- Jim Belushi
- Jim Cummings
- Jim Varney
- Joe Mantegna
- Joe Walsh
- John Astin
- John Byner
- John de Lancie
- John Vernon
- June Lockhart
- Katey Sagal
- Kathy Ireland
- Kathy Najimy
- Ken Page
- Kenneth Mars
- Kim Catrall
- Laurie Metcalf
- Lee Meriwether
- Leeza Gibbons
- Leonard Nimoy
- Lisa Kudrow
- Margaret Cho
- Marina Sirtis
- Maureen McGovern
- Melissa Manchester
- Merrill Markoe
- Michael Jeter
- Michael McKean
- Michelle Thomas
- Mitzi McCall
- Randy Savage
- Pamela Segall
- Pat Harrington Jr.
- Paul Sorvino
- Peter Strauss
- Phil Hartman
- Robert Klein
- Roddy McDowall
- Ron Palillo
- Ron Perlman
- Sally Struthers
- Sal Viscuso
- Sam Phillips
- Sandra Bernhard
- Sheena Easton
- Taj Mahal
- Teri Garr
- Tim Curry
- Tisha Campbell
- Vicki Lawrence